# (178256) Juanmi
(178256) Juanmi est un astéroïde de la ceinture principale.

## Description
(178256) Juanmi est un astéroïde de la ceinture principale. Il fut découvert le 3 novembre 2007 à La Cañada par Juan Lacruz. Il présente une orbite caractérisée par un demi-grand axe de 2,81 UA, une excentricité de 0,04 et une inclinaison de 4,7° par rapport à l'écliptique.

## Compléments